# Skulptur Cor-ten
Die Skulptur Cor-ten (griechisch Γλυπτό «Cor-ten» [Glypto «Cor-ten»]) oder Skulptur DETH (Γλυπτό ΔΕΘ Glypto DETh) ist ein Kunstwerk des griechischen Bildhauers und Architekten George Zongolopoulos, das 1966 am Nordeingang des Messegeländes der Internationalen Messe Thessaloniki (griechisch abgekürzt DETH) aufgestellt wurde.

## Beschreibung
Die „Skulptur Cor-ten“ ist 17 m hoch und stellt laut Zangolopoulos in abstrakter Form Nike von Samothrake dar. Der Name der Skulptur spielt auf das Material Cortenstahl an, aus dem sie besteht. Durch Oxidation bilden sich ein dunkelbrauner Farbton und eine Ästhetik heraus, die an primitive Rohstoffe erinnert. Die Skulptur ist dynamisch aufgebaut und vermittelt einen Eindruck von Bewegung und Verspieltheit. Dieser Eindruck entsteht durch eine Abfolge geometrischer Formen (Würfel und Rechtecke) mit einer Ausrichtung von unten nach oben. Durch die Sonneneinstrahlung entstehen unterschiedliche und im Tagesverlauf wechselnde Schatten. Aus der Sicht der Auftraggeber sollte die Skulptur die Dynamik der Industrialisierung des Landes, der Internationalen Messe und der Stadt symbolisieren.

## Geschichte
Die 1966 aufgestellte Skulptur war das Ergebnis eines Architektenwettbewerbs, den die Internationale Messe Thessaloniki für die moderne Gestaltung des Nordeingangs ihres Geländes ausschrieb. George Zangolopoulos gewann mit seinem Entwurf den ersten Preis.
Als die Skulptur aufgestellt wurde, löste das zunächst viele Reaktionen aus, da sie sich in ihrer abstrakten Formgebung von den Werken der öffentlichen Kunst der damaligen Zeit in Griechenland deutlich unterschied. Die Skulptur fand viele Verteidiger, darunter Patroklos Karantinos, Manolis Andronikos und Dimitris Fatouros. Auch die damalige Presse war über die Neuerwerbung der Stadt geteilter Meinung. Die Skulptur befindet sich bis heute an derselben Stelle und gilt als eines der ersten abstrakten Kunstwerke dieser Größe, das im öffentlichen Raum in Griechenland errichtet wurde.

## Sonstiges
In Thessaloniki befindet sich auch die Skulptur Ombréles desselben Künstlers, die sich aber in Stil und Form deutlich von der Skulptur Cor-ten unterscheidet.